# Clementinerne
Clementinerne (lat. Clementinae, gr. Klementia), også kaldet Pseudoklementinerne, er navnet på tre skrifter, som uden grund længe har gået under Clemens Romanus’ navn. De er følgende:
1) Homilierne, som omfatter to breve og 20 taler, er et af de første forsøg på at overføre den hedenske roman på kristelig grund. De handler om en vis Clemens af kejserlig familie, der bliver kristen i Alexandria, følger Apostelen Peter på hans rejser og overværer hans disputationer med Simon Troldkarl. Gennem romanstoffet viser forfatteren, der hører til ebjonitternes kreds og har levet i slutningen af 2. århundrede, at kristendommen ikke er andet end en i ritus simplificeret jødedom, og han polemiserer mod Paulus, på hvem han måske tænker ved Simon Troldkarl, snarere dog på Markion.
2) Rekognitionerne ("Genkendelserne") behandler samme romanstof på en noget anden, mere katoliserende måde.
3) Epitome, forkortet udgave, giver værdiløse udtog af romanen. Faustsagnet er måske ikke uden forbindelse med Clementinerne.